# Lómenta
A lómenta (Mentha longifolia) az árvacsalánfélék (Lamiaceae) családján belül a Menta (Mentha) nemzetségbe tartozik.

## Előfordulása
Útszéleken, árokpartokon, nedves réteken. Gyakori növény, csaknem egész Európában, Nyugat-, és Közép-Ázsiában, valamint Észak-Afrikában megtalálható.

## Alfajai, változatai
- Mentha longifolia subsp. capensis (Thunb.) Briq.
- Mentha longifolia subsp. longifolia
- Mentha longifolia subsp. noeana (Briq.) Briq.
- Mentha longifolia subsp. typhoides (Briq.) Harley
- Mentha longifolia subsp. wissii (Launert) Codd
- Mentha longifolia var. amphilema Briq. ex Rech.f.
- Mentha longifolia var. asiatica (Boriss.) Rech.f.
- Mentha longifolia var. austroafghanica Rech.f.
- Mentha longifolia var. chlorodictya Rech.f.
- Mentha longifolia var. kermamensis Rech.f.
- Mentha longifolia var. kotschyana (Boiss.) Briq.
- Mentha longifolia var. muqarrabica Shinwari & Chaudhri
- Mentha longifolia var. petiolata Boiss.
- Mentha longifolia var. schimperi (Briq.) Briq.
- Mentha longifolia var. swatica Shinwari & Chaudhri

## Megjelenése
30-100 cm magas, évelő növény. Szára molyhos, levelei hosszúkás lándzsa alakúak, szélükön erősen fogazottak, fonákjukon szürkés molyhosak, a murvalevelek keskeny-szálasak. Virágai halványlila színűek, a hajtásvégeken hosszú, megszakítás nélküli füzéreket alkotva. A csésze csöve szőrös, fogai egyenlőek, kihegyezettek, a párta pirosaslila színű. Virágzása július-szeptember. Termése makkocska. Gyökérzete sekélyen helyezkedik el. Kúszó tarackjai segítségével gyorsan szaporodik.

## Hatóanyagai
Alig tartalmaz mentolt, ezért a belőle készült teából hiányzik, a mentafélékre oly jellemző íz. Magas a karvon tartalma.

## Gyógyhatásai
Elsősorban emésztésserkentő és puffadásgátló szerként alkalmazzák.